# 3. lékařská fakulta Univerzity Karlovy

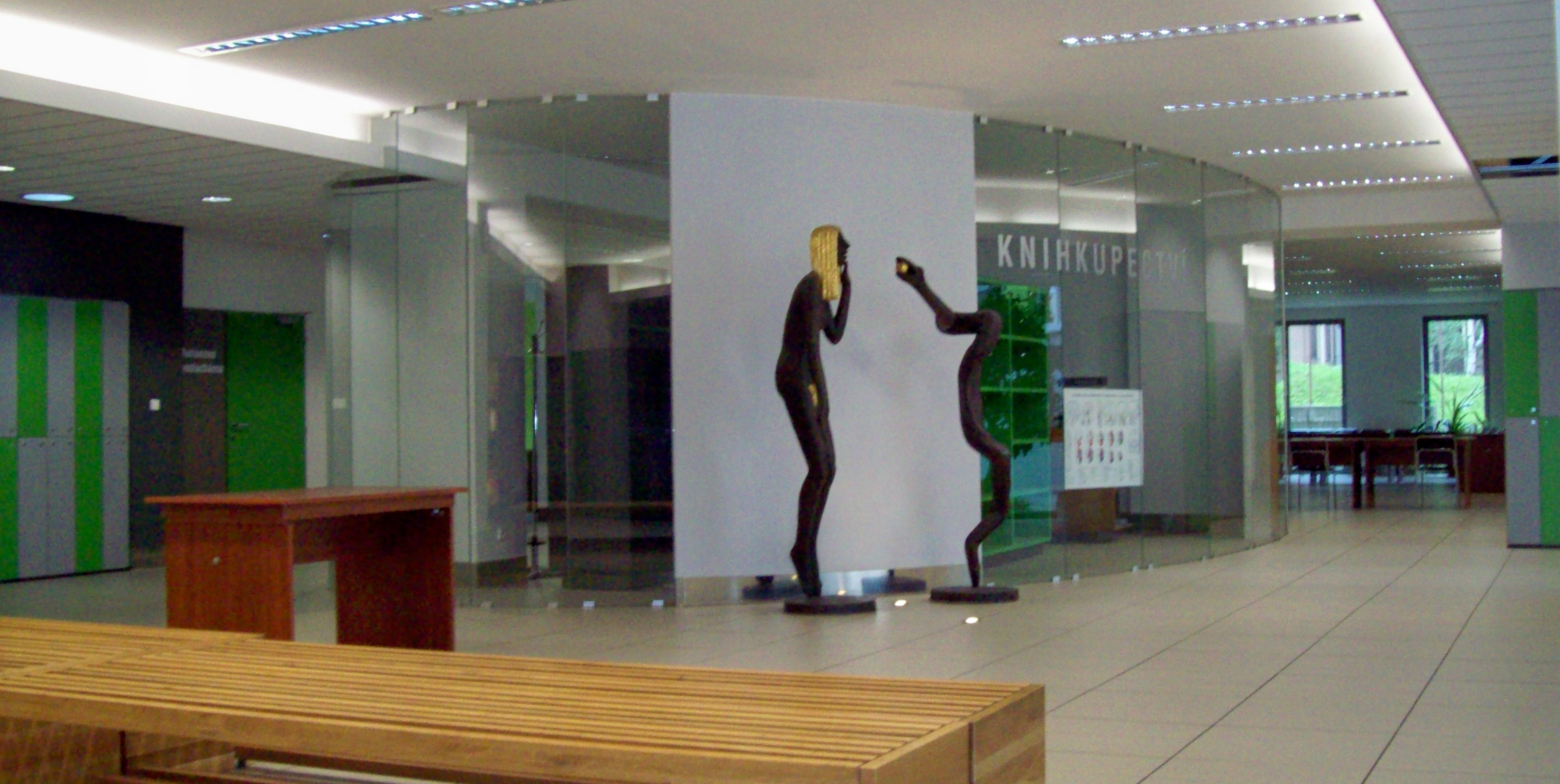
Atrium budovy děkanátu s plastikou Evy a hada od Olbrama Zoubka, zpřístupněnou 24. února 1998

3. lékařská fakulta Univerzity Karlovy (UK 3. LF) je jednou z pěti lékařských fakult, z celkového počtu sedmnácti fakult Karlovy univerzity. Byla založená v roce 1953. Její původní název zněl Lékařská fakulta hygienická Univerzity Karlovy (LFH UK). Ke změně na 3. lékařskou fakultu UK a transformaci jejího charakteru došlo po sametové revoluci od roku 1990.

## Historie
3. lékařská fakulta navazuje na kořeny Univerzity Karlovy založené ve 14. století, kdy jednou ze čtyř zakládajících byla i lékařská fakulta. V roce 1953 z rozhodnutí tehdejšího Ministerstva vysokých škol ČSR došlo k rozdělení pražské lékařské fakulty na tři samostatně vystupující fakulty:
- Fakultu všeobecného lékařství (FVL) – dnes 1. lékařská fakulta Univerzity Karlovy
- Fakultu dětského lékařství (FDL) – dnes 2. lékařská fakulta Univerzity Karlovy
- Lékařskou fakultu hygienickou (LFH) – dnes 3. lékařská fakulta Univerzity Karlovy

LFH byla od svého vzniku zaměřená na specializaci v oborech hygieny a preventivního lékařství. Za sídlo nové LFH byla vybrána nemocnice na Královských Vinohradech, kde působilo mnoho odborníků.  S fakultou je úzce spjatý Státní zdravotní ústav (SZÚ), který byl založen v sousedství vinohradské nemocnice roku 1925. Jeho zákonnou úlohou byla, vyjma výroby očkovacích látek a sér či kontroly léčiv, také podpora preventivní medicíny. Zřízen v něm byl ústav sociální hygieny pokrývající tento segment lékařství. Po druhé světové válce se ze SZÚ oddělily samostatné ústavy ministerstva zdravotnictví, které se staly výukovou základnou fakulty. 
K redukci výuky došlo v základních lékařských profilacích, což způsobilo problémy s uplatněním absolventů v klasických oborech medicíny. Změny učebního plánu byly dokončeny až v akademickém roce 1970/1971. Do tohoto roku byla část výuky situována na půdu Fakulty všeobecného lékařství. Charakter školy byl poplatný vládnoucímu komunistickému režimu.
Změna nastala až s příchodem sametové revoluce v roce 1989. V následujícím roce 1990 byla provedena změna názvu fakulty na 3. lékařskou fakultu UK. Změny se dotkly i studijního plánu, který má již charakter zaměřený primárně na všeobecné lékařství. Přesto byl ponechán důraz na preventivní lékařství, jakožto komparativní výhoda vůči ostatním lékařským fakultám v republice. Studijní magisterský program nesl název: Všeobecné lékařství s preventivním zaměřením. Prvním svobodně zvoleným děkanem se stal prof. MUDr. Cyril Höschl, DrSc., FRCPsych. Byla vypsána výběrová řízení na vedoucí pozice klinik a ústavů, stejně tak na místa akademických pracovníků. Došlo k navázání spolupráce s mnoha pracovišti, jež v průběhu let výrazně zesílila.
V roce 1992 byla otevřena moderní budova děkanátu v Ruské ulici, kde získaly působnost také některé teoretické, preventivní a hygienické ústavy. Vedle toho zde bylo zřízeno i Středisko vědeckých informací včetně knihovny.
V roce 2000 následovala přístavba nového 6. patra budovy, kam se přestěhovala část ústavů. V roce 2006 proběhla rekonstrukce budovy děkanátu a části vedlejší Střední zdravotnické školy, do které byl přemístěn Ústav pro lékařskou etiku a ošetřovatelství a Ústav cizích jazyků.

## Studium a spolky
Zahraniční výměna studentů započala v akademickém roce 1991–1992. Samotná výuka cizinců je uskutečňována v angličtině. Bakalářský studijní program Specializace ve zdravotnictví byl otevřen v akademickém roce 1994–1995, od akad. roku 2002–2003 zde existuje kvalifikační bakalářský program Ošetřovatelství.
K zásadní změně celého obsahu výuky všeobecného lékařství došlo v akad. roce 1996–1997. Od akad. roku 1993–1994 probíhá na fakultě celoživotní vzdělávání, výuka některých oborů určená seniorům v rámci tzv. „Univerzity 3. věku“.
Na fakultě vycházejí čtvrtletník Vita Nostra Revue a týdenní zpravodaj Vita Nostra Servis. V roce 1997 vznikl spolek studentů 3. LF UK nazvaný TRIMED.

### Studijní obory
Bakalářské studium
- Fyzioterapie (3 roky)
- Dentální hygiena (3 roky)
- Nutriční terapie (3 roky)

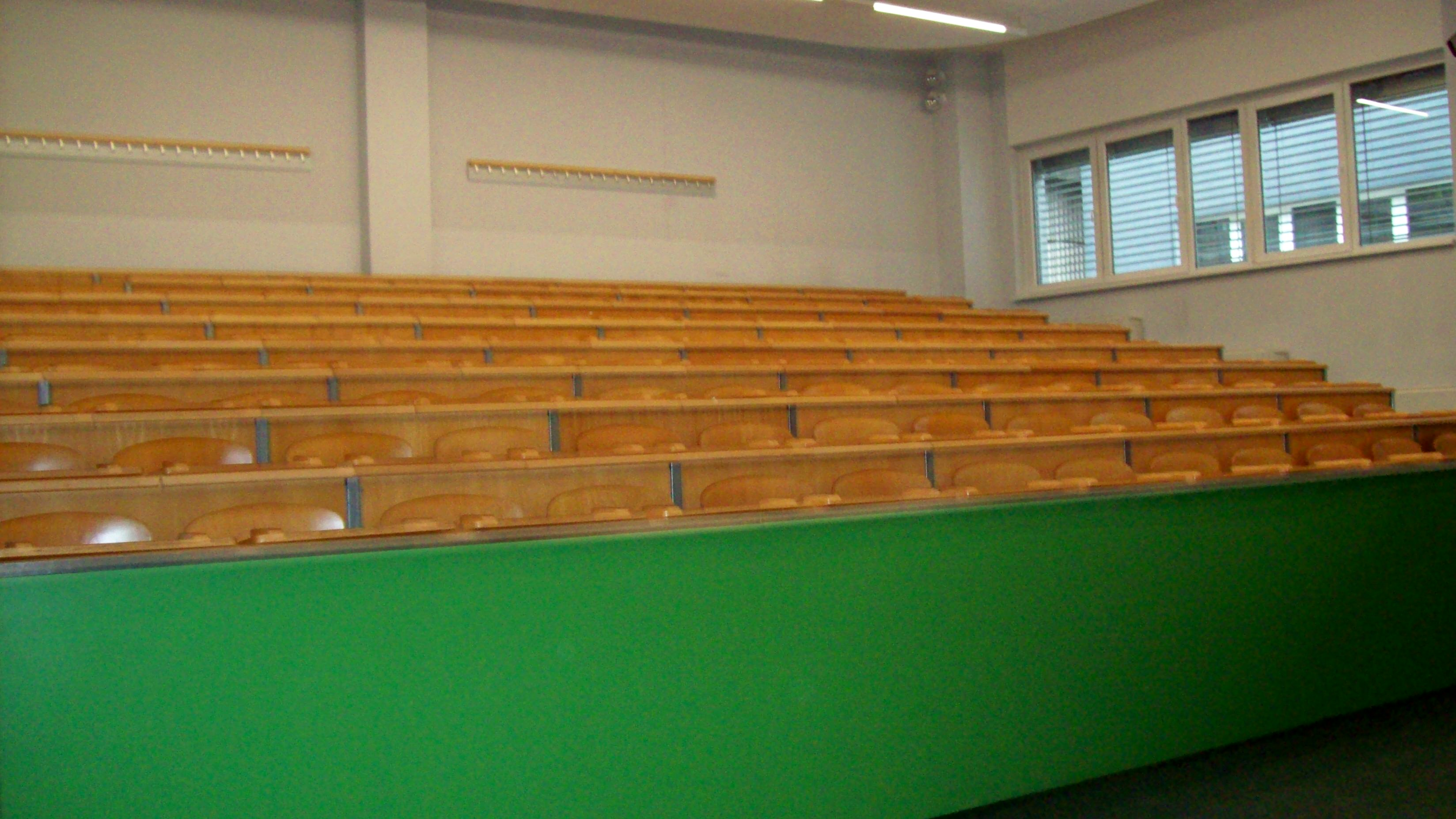
Burianova posluchárna

- Všeobecné ošetřovatelství (3 roky)

Navazující magisterské
- Intenzivní péče (2 roky)

Magisterské
- Všeobecné lékařství (6 let)

Doktorské
- Anatomie, histologie a embryologie
- Biochemie a patobiochemie
- Biologie a patobiologie buňky
- Experimentální chirurgie
- Farmakologie a toxikologie
- Fyziologie a patofyziologie člověka
- Imunologie
- Kardiovaskulární vědy
- Lékařská biofyzika
- Molekulární a buněčná biologie, genetika a virologie
- Neurovědy
- Preventivní medicína a epidemiologie
- Vývojová a buněčná biologie

## Osobnosti fakulty

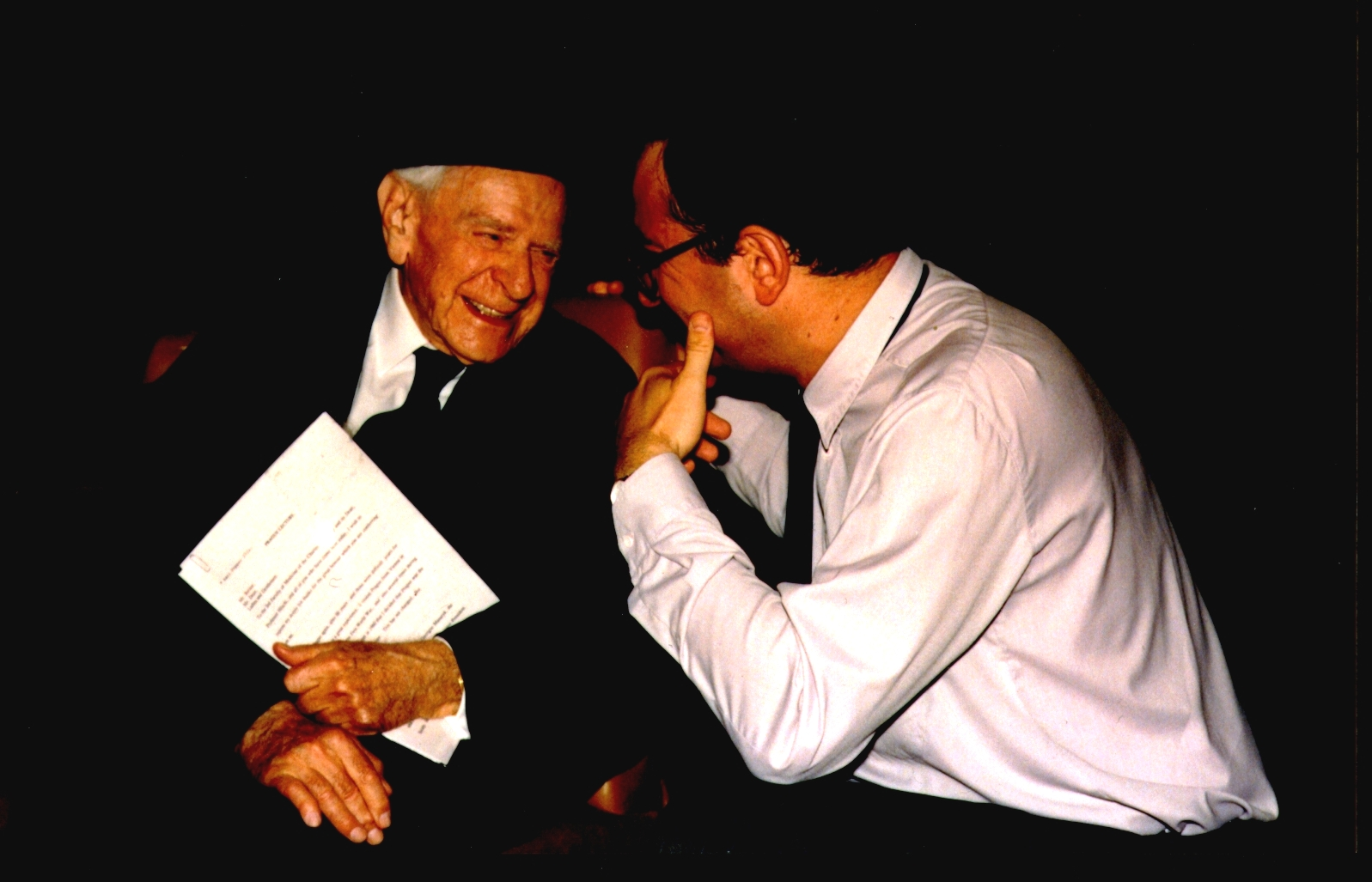
Sir Karl Popper (vlevo) s Cyrilem Höschlem při převzetí čestného doktorátu Univerzity Karlovy na návrh Vědecké rady 3. LF UK, květen 1994

Od roku 1953 zde působila řada významných odborníků a vědců.
V minulosti se z osobností fakulty nejvýrazněji zapsali do československého lékařství prof. F. Burian (zakladatel plastické chirurgie), prof. J. Syllaba (zakladatel diabetologie), prof. V. Jonáš (kardiolog), prof. J. Šebek (neurolog), prof. E. Polák (chirurg), prof. E. Knobloch (soudní lékař) a prof. J. Janků (oftalmolog). Tři velké posluchárny v budově děkanátu nesou jména: Burianova, Jonášova a Syllabova.
Na Klinice popálenin pracovala až do roku 1990 také překladatelka a pozdější česká diplomatka a politička docentka Jaroslava Moserová. Přednostkou Neurologické kliniky byla v letech 1973–1990 prof. Valja Stýblová, lékařka a česká spisovatelka. Přednosta III. interní-kardiologické kliniky profesor Petr Widimský obdržel v roce 2011 Národní cenu, hlavní ocenění projektu Česká hlava za intervenční léčbu akutního infarktu myokardu.
Na fakultě podstoupila habilitační řízení či řízení ke jmenování profesorem řada osobností. Mezi jinými prof. Zdeněk Neubauer v oboru biologie, nebo doc. Ivan M. Havel v oblasti umělé inteligence. Na návrh vědecké rady 3. LF UK převzal 25. května 1994 v aule Karolina čestnou vědeckou hodnost doktora honoris causa lékařských věd Univerzity Karlovy filosof, epistemolog sir Karl Popper.
Hlavní Národní cenu nejvyššího českého vědeckého ocenění Česká hlava získali profesoři Kardiologické kliniky Petr Widimský (2011) a Zuzana Moťovská (2023).

### Výběr osobností po roce 1990
- děkani fakulty
  - prof. Cyril Höschl (1990–1997; psychiatr),
  - prof. Michal Anděl (1997–2002 a 2010–2018; internista),
  - doc. Bohuslav Svoboda (2002–2010; gynekolog),
  - prof. Petr Widimský (od roku 2018; kardiolog),
- prof. Radana Königová (popáleninová medicína),
- prof. Richard Jelínek (histolog),
- prof. Richard Rokyta (fyziolog),
- prof. Josef Stingl (anatom),
- prof. Jiří Schindler (mikrobiolog),
- prof. Zdeněk Bardoděj (toxikolog),
- prof. Miroslav Fára (plastický chirurg),
- prof. Jiří Horák (internista),
- prof. Stanislav Hrubý (preventivní lékařství),
- prof. Kamil Provazník (preventivní lékařství),
- prof. Petr Arenberger (kožní lékařství),
- prof. Pavel Gregor (kardiolog),
- prof. Zuzana Moťovská (kardioložka),
- prof. Karel Raška (molekulární imunolog a virolog),
- prof. Helena Haškovcová (bioložka)
- prof. Pavel Kuchynka (oftalmolog),
- prof. Pavel Haninec (neurochirurg),
- prof. Miloslav Kršiak (farmakolog),
- doc. Jan Měšťák (plastický chirurg),
- doc. Jan Trnka (biochemik),
- odb. as. Marek Vácha (etik).

### Vedení fakulty
Kolegium děkana je poradním orgánem děkana fakulty. Složení kolegia pro funkční období 2022–2026:
- prof. MUDr. Petr Widimský, DrSc. – děkan, Kardiologická klinika 3. LF UK a FNKV
  - MUDr. David Marx, Ph.D. – proděkan pro studium a výuku, vedoucí Kabinetu veřejného zdravotnictví 3. LF UK
  - prof. MUDr. František Duška, Ph.D. – proděkan pro podporu a evaluaci výzkumu, přednosta Kliniky anesteziologie a resuscitace 3. LF UK a FNKV
  - prof. MUDr. Romana Šlamberová, Ph.D. – proděkanka pro doktorské studium a studentskou vědeckou činnost, přednostka Ústavu fyziologie 3. LF UK
  - prof. MUDr. Valér Džupa, CSc. – proděkan pro akademické postupy, zástupce přednosty Ortopedicko-traumatologické kliniky 3. LF UK a FNKV
  - doc. MUDr. Pavel Dlouhý, Ph.D. – proděkan pro specializační vzdělávání a podporu veřejného zdraví, přednosta Ústavu hygieny 3. LF UK
  - prof. MUDr. Monika Arenbergerová, Ph.D. – proděkanka pro zahraniční a vnější vztahy, zástupkyně přednosty Dermatovenerologické kliniky 3. LF UK a FNKV
  - prof. MUDr. Jan Trnka, Ph.D. – proděkan pro rozvoj, přednosta Ústavu biochemie, buněčné a molekulární biologie 3. LF UK
  - prof. MUDr. Hana Malíková, Ph.D. – proděkanka pro akreditace a pro kariérní a sociální otázky, přednostka Radiodiagnostické kliniky 3. LF UK a FNKV
    - JUDr. Zdeňka Mužíková – tajemnice fakulty
    - doc. MUDr. Jan Gojda, Ph.D. – předseda Akademického senátu 3. LF, Interní klinika 3. LF UK
    - MUDr. Viktor Šebo – místopředseda studentské komory Akademického senátu 3. LF